# Neringa
Neringa (litauiska: Neringos savivaldybė) är en kommun i Litauen.   Den ligger på Kuriska näset i Klaipėda län, i den västra delen av landet, 280 km väster om huvudstaden Vilnius. Antalet invånare är 2 757.
Kommunens centralort är Nida. I kommunen finns även byarna Juodkrantė, Preila och Pervalka. 
Årsmedeltemperaturen i trakten är 7 °C. Den varmaste månaden är augusti, då medeltemperaturen är 18 °C, och den kallaste är januari, med −6 °C.